# 2000年夏季残疾人奥林匹克运动会土耳其代表团
2000年夏季残疾人奥林匹克运动会土耳其代表团是土耳其派出的2000年夏季残疾人奥林匹克运动会代表团。未获得奖牌。